# Minax tetraspinosus
Genre
Espèce
Minax tetraspinosus, unique représentant du genre Minax, est une espèce d'opilions laniatores de la famille des Stygnidae.

## Distribution
Cette espèce est endémique de l'État d'Amazonas au Venezuela. Elle se rencontre vers Río Negro.

## Description
Le mâle holotype mesure 4,40 mm et la femelle paratype 4,72 mm.

## Publication originale
- Pinto-da-Rocha, 1997 : « Systematic review of the Neotropical family Stygnidae (Opiliones, Laniatores, Gonyleptoidea). » Arquivos de Zoologia do Estado de São Paulo, vol. 33, no 4, p. 163–342.